# Bleptina caradrinalis
Bleptina caradrinalis är en fjärilsart som beskrevs av Achille Guenée 1854. Bleptina caradrinalis ingår i släktet Bleptina och familjen nattflyn. Inga underarter finns listade i Catalogue of Life.